# Памятники чехословацким легионерам
Памятники чехословацким легионерам воздвигнуты в память чехословацких легионеров, воевавших на стороне Российской империи в Первой мировой войне в 1914—1917 годах и затем участвовавших в Гражданской войне в России в 1917—1920 годах.
Соглашение между правительствами Российской Федерации и Чешской Республики о взаимном содержании военных захоронений подписано 15 апреля 1999 года. Реализацией соглашения занимается ассоциация «Военные мемориалы».

## Населённые пункты

### Бузулук
30 октября 2007 года открыт памятник в Бузулуке Оренбургской области.

### Верхний Услон
Памятник открыт 24 октября 2013 года заместителем министра обороны Чехии Ленкой Мелихаровой-Птачковой и заместителем премьер-министра Татарстана Юрием Камалтыновым. Памятник представляет из себя арку в виде буквы «П», которая стоит на самой вершине Верхнеуслонской горы.

### Владивосток

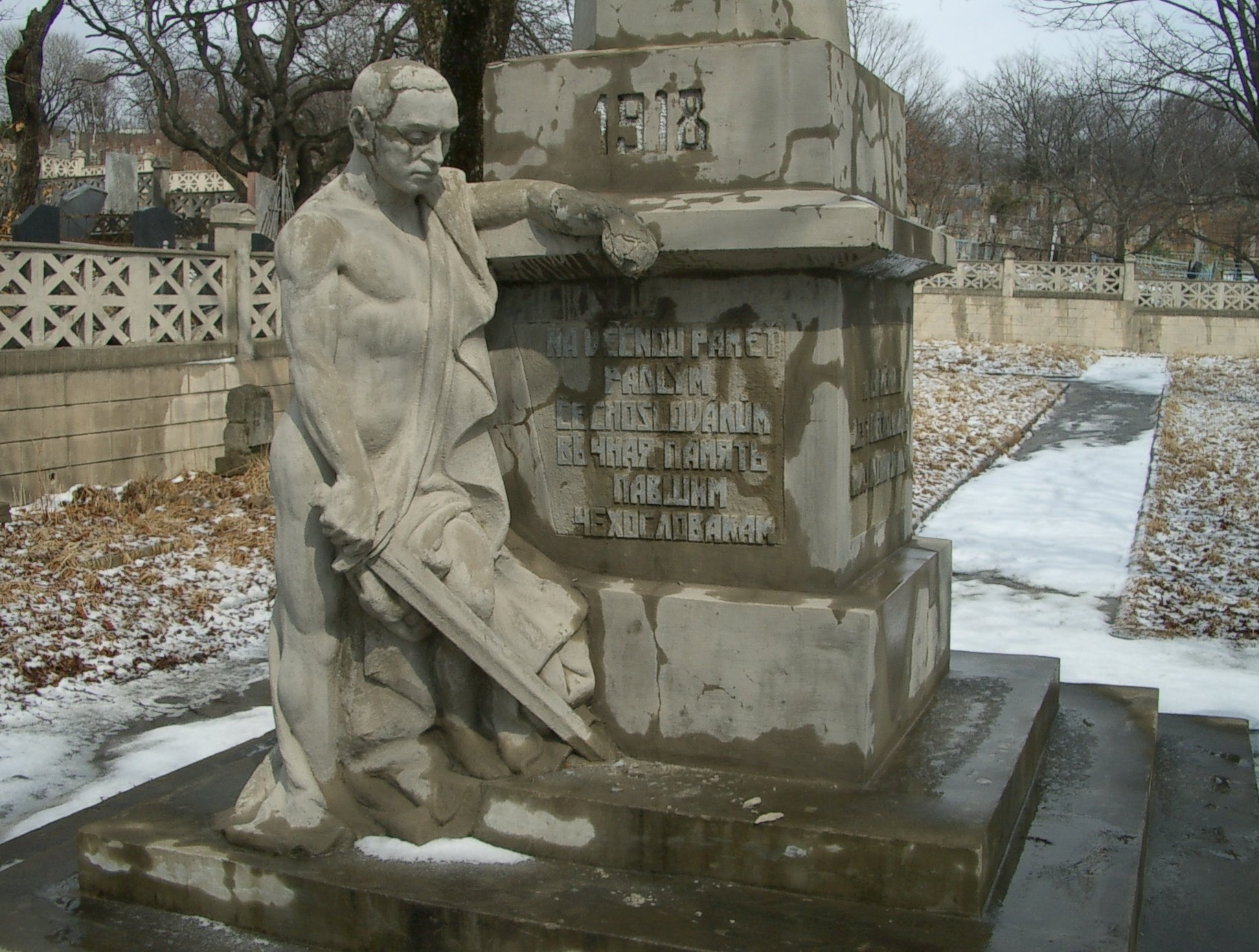
Центральный монумент пантеона легионеров во Владивостоке, март 2009 г.

Кладбище чехословацких легионеров расположено на Морском кладбище Владивостока. На нём похоронены 163 легионера. В 2005 году кладбище было реконструировано за счёт средств Чехии. В мае 2006 года кладбище было снова открыто.

### Екатеринбург

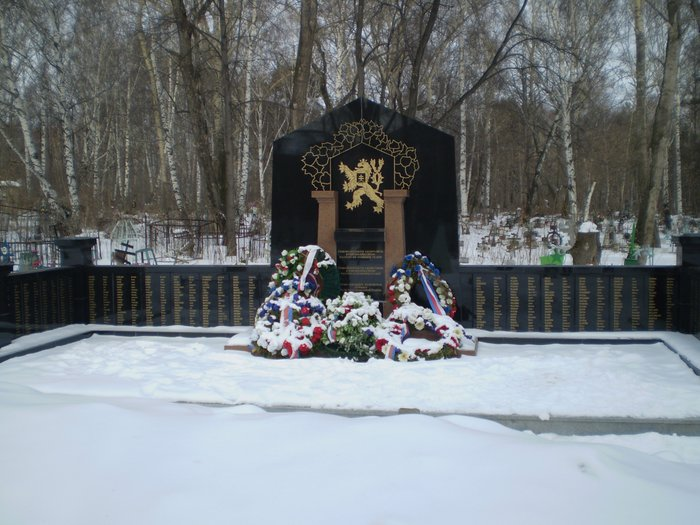
Мемориал чехословацким легионерам в Екатеринбурге

Памятник открыт в 2008 году на Михайловском кладбище. В Екатеринбурге находится крупнейший в России чехословацкий воинский некрополь. На мемориале выбиты имена 360 чехословацких легионеров.

### Иркутск
Планировалось восстановление скульптуры «Чехия», некогда возвышавшейся над могилой чехословацких легионеров в Иркутске.

### Канск
Установка монумента в Канске обсуждалась в 2013-2014 году.

Часть жителей высказалась против установки памятника. 11 декабря 2013 года было опубликовано открытое письмо преподавателей Канского педагогического колледжа, высказавшихся против установки памятника:
необдуманное и не согласованное с жителями нашего города размещение памятника спровоцирует рост националистических настроений.

### Красноярск

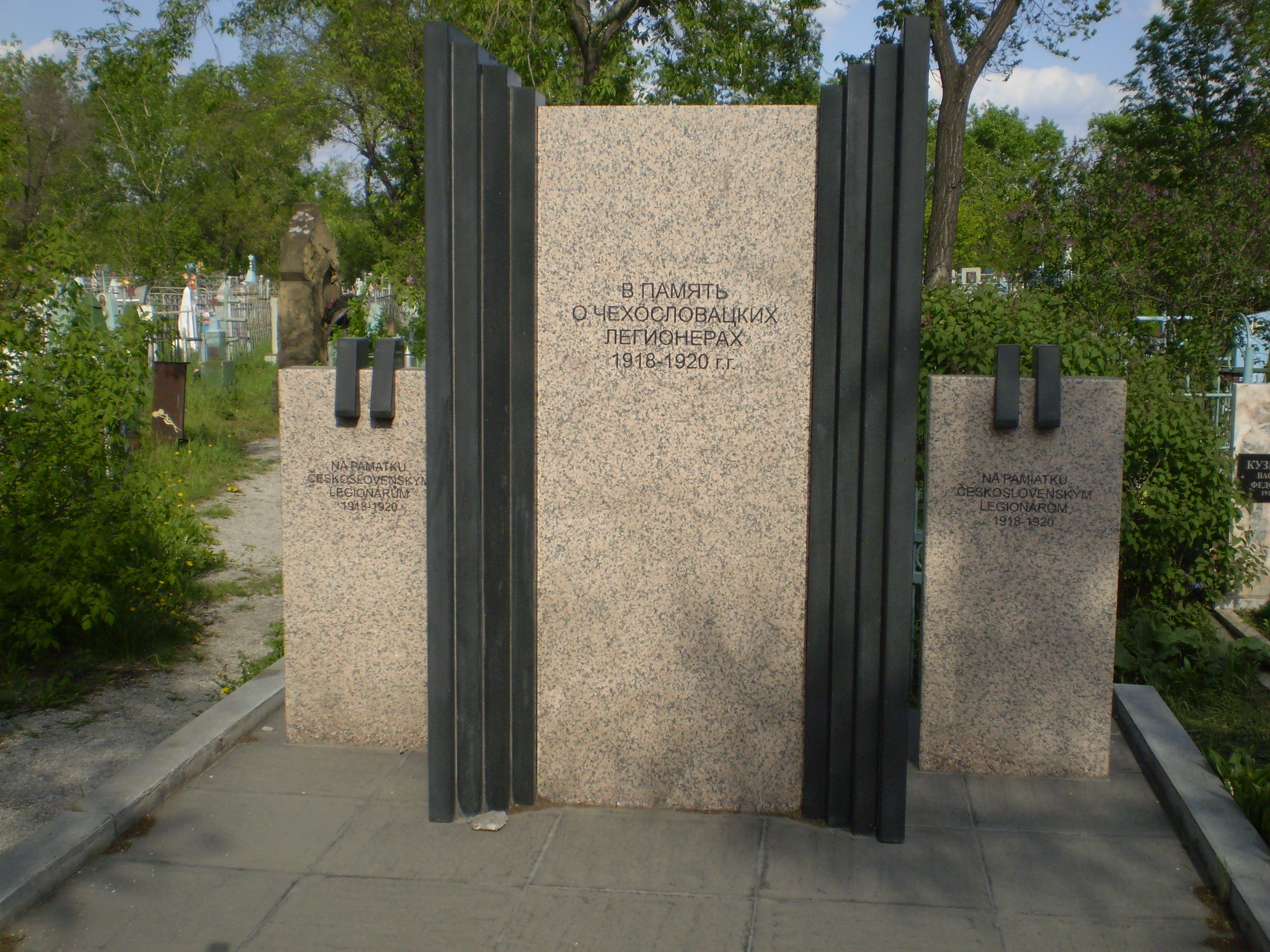
Мемориал чехословацким легионерам в Красноярске

Памятник открыт 9 ноября 2006 года на Троицком кладбище. На открытии присутствовал губернатор Красноярского края Александр Хлопонин и президент Словацкой Республики Иван Гашпарович.
Установка монумента была скрыта от общественности, сама церемония была закрыта для СМИ. Всю спорность установки данного монумента выразил Красноярский крайком Союза коммунистической молодёжи в открытом письме президенту Словацкой Республики. В 2023 году памятник был демонтирован «из-за существовавшей угрозы обрушения».

### Култук
Памятник установлен в посёлке Култук Иркутской области.

### Кунгур
Памятник открыт в октябре 2012 года и расположен на территории историко-ландшафтного комплекса «Вознесенский некрополь». Памятник выполнен в форме вагона-теплушки. На мемориале выбиты имена 121 чехословацкого воина.

### Курган
Обсуждение установки памятника чехословацким легионерам велось между представителями чешской делегации и главой Кургана Сергеем Руденко в июне 2016 года. Установку памятника чехословацким легионерам Руденко назвал «сохранением исторической памяти».
Против выступил руководитель областного отделения КПРФ Василий Кислицын:
Белочехи в начале века убивали тут наших предков, расстреляли целую группу активистов однажды во главе с Наташей Аргентовской.

### Миасс
Встреча представителей из Чехии с главой Миасса Станиславом Третьяковым относительно установки памятника чехословацким легионерам прошла в сентябре 2014 года.

Инициатива вылилась в крупный скандал, некоторые жители приравняли чехословацким легионерам к гитлеровским захватчикам, по их мнению, чехословацкие легионеры отметились на Южном Урале как убийцы мирных жителей. Житель Миасса пытался через суд добиться демонтажа памятника пленным немцам и венграм, а также запрете установки мемориала чехословацким легионерам. В удовлетворении исковых требований горожанину отказано в полном объёме. Решение не вступило в законную силу. С официальным обращением к властям Миасса выступил представитель движения «Суть времени» Алексей Гуревич. Против высказался публицист Николай Стариков:
Белочехи стали факелом, с помощью которого «союзники» по Антанте подожгли Россию и сбросили её в Гражданскою войну. Ничего хорошего для России чехословаки не сделали.

### Михайловка
Летом 2013 года, напротив православного храма св. Василия Великого, открывается памятник в Михайловке Иркутской области. На открытие прибыл военный атташе Чешской Республики Томаш Зипфел. На монументе выбиты имена 30 чехословацких легионеров.
Накануне приезда делегации неизвестные облили красной краской подножие постамента. Ряд граждан Михайловки обратился к послу Чехии в России с просьбой перенести на кладбище или вовсе демонтировать монумент.

### Нижнеудинск
Места захоронения чехословацких легионеров в районе улицы 2-й Знаменской в результате расширения ушли под железнодорожные пути станции. Ратующие за памятник обратились через министерства иностранных дел России и Чехии к президенту РЖД Владимиру Якунину, который распорядился выделить под это участок земли на привокзальной площади. В октябре 2012 года обсуждалась установка памятника на заседании думы Нижнеудинска.
Общественники города выступили против установки памятника на привокзальной площади. Многие уверены, что возведение памятника у вокзала — кощунство по отношению к нижнеудинцам, погибшим в годы Гражданской войны.

### Нижний Тагил
Памятник был установлен 24 ноября 2009 года на территории детского дома №1 (ул. Красногвардейская), где осенью 1918 года проходила линия обороны города. Автор памятника — екатеринбургский архитектор Геннадий Белянкин. В основание проекта памятника легли чертежи из скульптурных мастерских Министерства обороны Чешской Республики начала XX века. На монументе выбиты имена 67 чехословацких легионеров.

### Пенза

Памятный знак чехословацким легионерам в Пензе

В марте 2015 года в г. Пензе на железнодорожной станции Пенза III был установлен памятный знак-кенотаф чехословацким легионерам, погибшим в 1918 году в боях с большевистским гарнизоном г. Пензы, пытавшимся их разоружить. Надпись на монументе гласит:
Чехословацким легионерам, павшим на пути к своей Родине. Пенза. 21.03 — 30.05.1918
Мемориал содержит имена всех чехословацких легионеров, которые погибли в Пензе: как сражавшихся с местными большевиками, так и перешедших на сторону большевиков. Имена на мемориале указаны на чешском языке.
Официальное открытие мемориала состоялось 23 октября 2015 года. В церемонии открытия приняла участия официальная делегация Чешской Республики во главе с заместителем председателя Палаты депутатов парламента Чехии Петром Газдиком.
Против установки памятника выступали представители местных левых партий и движений: молодежной организации «Поколение Нового Времени» и КПРФ.

### Посольское
Летом 2008 года у Посольского монастыря в Бурятии был установлен памятный знак (стальная доска с надписью), посвящённый Посольской десантной операции 15 августа 1918 года.

### Пугачёв
19 мая 2012 года открыт памятник в Пугачёве Саратовской области. В церемонии открытия приняли участие представители министерства обороны Чехии, Словакии, организации «Общество памяти легионеров Чехословацкого корпуса», Правительства Саратовской области, руководители районной и городской администраций Пугачёва.

### Самара
В 2008 году между Россией и Чехией было подписано соглашение, в котором оговаривалось возведение памятника в Самаре. Чешская сторона заявила что «наиболее оптимальным вариантом является завершение ранее начатых работ по установке памятника в г. Самаре по ул. Красноармейской, 133, месте, где в годы гражданской войны были захоронены чехословацкие военнослужащие».
В 2013 году профессоров СамГУ, поддержавших установку памятника, облили водой. 16 февраля 2013 года на улице Красноармейской состоялся пикет против установки в Самаре памятника чехословацким легионерам. 1-го декабря 2016 года, гранитные плиты будущего памятного знака были повреждены неизвестными. В тот же день коммунистами совместно с жителями ближайших домов был проведён пикет против установки памятника. На следующий день плиты увезли в неизвестном направлении. Против установки памятника выступали местные жители, представители КПРФ и активисты самарской ячейки движения «Суть времени». Начат сбор подписей против установки памятника. Депутат Государственной Думы от КПРФ Л. И. Калашников направлял письма относительно установки памятника Губернатору Самарской области Н. И. Меркушкину и Главе городского округа Самара О. Б. Фурсову. Также с заявлением выступил Президиум ЦК КПРФ во главе с Г.А.Зюгановым. Между тем, мэрия города планирует завершить установку памятника в сентябре 2016 года.

### Сызрань
Вопросом установки памятного знака с 2011 года занималась ассоциация международного военно-мемориального сотрудничества «Военные мемориалы». В октябре 2015 года памятник «Павшим чехословацким легионерам» был установлен на старом городском кладбище в районе кирпичного завода. На гранитной плите выбиты имена 54 чехословацких легионеров.
Установка памятника вызвала много споров среди краеведов и жителей. Изначально планировалось установить памятник на привокзальной площади, но ряд членов комиссии выступили категорически против. В итоге на площади установили памятник паровозу «Лебедянка».

### Тюмень
6 июня 2016 года состоялась встреча Главы города Тюмени А. В. Моора с делегацией Чешской Республики и представителями российской Ассоциации «Военный мемориал» по поводу поиска чешских захоронений и установки памятного знака чехословацким легионерам.

Памятник чешским легионерам (Ульяновск).

Национально-Освободительное Движение Тюмени 8 июня 2016 года направило письмо-обращение к главе города Губернатору Тюменской области В.В. Якушеву, выразив своё негативное отношение к установке памятников чехословацким легионерам. Там же было отмечено что в Тюмени отсутствуют официальные чешские военные захоронения.

### Ульяновск
Кенотаф чехословацким легионерам был установлен 22 октября 2015 года на Воскресенском некрополе .

### Челябинск

Мемориал в Челябинске

Впервые памятник чехословацким легионерам в Челябинске был открыт в сентябре 1918 года. Эскиз этого памятника был сделан командиром Чехословацкого корпуса генералом Яном Сыровы. Однако просуществовал этот памятник недолго — летом 1919 года, после взятия города частями 5-й армии красных, он был разрушен.
Современный памятник чехословацким легионерам был установлен на привокзальной площади города 20 октября 2011 года. На открытии присутствовали чрезвычайный и полномочный посол Чехии в России Петр Коларж вместе с первым вице-губернатором Южного Урала Сергеем Комяковым и сити-менеджером Челябинска Сергеем Давыдовым. Проект памятника разработала екатеринбургский архитектор Екатерина Удовик по эскизам чешского автора Павла Голего. Памятник выполнен из чёрного и красного гранита, с выгравированными именами 262 чехословацких легионеров. На открытие пришли люди протестующие против установки подобных памятников.

Установка памятника чехословацким легионерам в Челябинске вызвала споры. Челябинское региональное отделение ЛДПР выступило с открытым обращением к послам Чехии и Словакии в России:
Наша партия настаивает на том, что установка монумента чехословацким легионерам, которые пришли в Челябинск как захватчики и оккупанты и оставили после себя недобрую славу, противоречит здравому смыслу и оскверняет память русских солдат, чьи кости до сих пор лежат в земле по всей Европе в безымянных могилах